# Leptothorax auresianus
Leptothorax auresianus är en myrart som beskrevs av Santschi 1929. Leptothorax auresianus ingår i släktet smalmyror, och familjen myror. Inga underarter finns listade i Catalogue of Life.